# Габлинген
Габлинген (њем. Gablingen) општина је у њемачкој савезној држави Баварска. Једно је од 46 општинских средишта округа Аугсбург. Према процјени из 2010. у општини је живјело 4.714 становника. Посједује регионалну шифру (AGS) 9772145.

## Географски и демографски подаци
Габлинген се налази у савезној држави Баварска у округу Аугсбург. Општина се налази на надморској висини од 455 метара. Површина општине износи 26,7 km². У самом мјесту је, према процјени из 2010. године, живјело 4.714 становника. Просјечна густина становништва износи 176 становника/km².